# Leynar
Leynar (duń. Lejnum, IPA: lɛiːnaɹ) – miejscowość na Wyspach Owczych, terytorium zależnym Danii, położonym na Morzu Norweskim. Administracyjnie leży w gminie Kvívík na wyspie Streymoy. Według danych z 1 stycznia 2016 roku zamieszkują tam 102 osoby.

## Położenie
Miejscowość leży na wschodnim wybrzeżu wyspy Streymoy, nad południowym krańcem cieśniny Vestmannasund, oddzielającej Streymoy od Vágar. Na zachód od miejscowości znajduje się wzniesienie Sátan (621 m n.p.m.), na północ zaś Gásafelli (477 m n.p.m.). Na północnym zachodzie Leynar graniczy z miejscowością Stykkið. Granicą tą przebiega rzeka Leynará, wypływająca z leżącego na północy jeziora Leynavatn. Jest ono popularne wśród wędkarzy. Przez miejscowość przepływa także wiele mniejszych cieków wodnych, jak Matará czy Varðá. Znajduje się w niej także plaża zwana Leynasandur.

## Informacje ogólne

### Populacja
Według szacunków na 1 stycznia 2016 w Leynar zamieszkiwało 102 mieszkańców. W 1985 roku populacja wynosiła siedemdziesiąt osób i wzrastała do 1989, osiągając poziom dziewięćdziesięciu sześciu. Następnie zaczęła spadać z krótkimi wahnięciami do roku 1996, gdy wyniosła osiemdziesiąt cztery. Później, po kryzysie gospodarczym, który ogarnął Wyspy Owcze w latach 90. XX wieku liczba ludności Leynar ponownie zaczęła wzrastać do roku 2005, gdy osiągnęła najwyższy dotąd poziom stu dwudziestu dwóch mieszkańców. Do chwili obecnej liczba ta stopniowo maleje.
Większą część mieszkańców Leynar stanowią mężczyźni, jest ich pięćdziesięciu pięciu przy czterdziestu siedmiu kobietach. Osoby w wieku przedprodukcyjnym stanowią 18,5% ludności, a mieszkańcy, którzy przekroczyli sześćdziesiąty piąty rok życia 24,5%.

### Transport
Przez Leynar przebiega droga krajowa numer 11, łącząca Sørvágur i znajdujący się tam port lotniczy Vágar z południową częścią wyspy Streymoy. Częścią tej drogi jest podmorski tunel Vágatunnilin, którego jeden z końców znajduje się w północnej części wsi. Powstawał w latach 1988–2002, a jego długość wynosi prawie 5 km. Z miejscowości odchodzi także droga numer pięćdziesiąt jeden, prowadząca do Skælingur.

## Historia
Miejscowość wystąpiła po raz pierwszy w dokumentach z roku 1584. Tereny te były jednak zamieszkane wcześniej, czego dowodem są pozostałości wikińskiej osady, znalezione przez archeologów na terenie wsi. W miejscowości znajduje się szkoła. W 1930 roku urodził się tam aktor Sverri Egholm, znany między innymi z filmu Bye Bye Blue Bird.